# Tombola
La tombola è un tradizionale gioco da tavolo nato nella città di Napoli nel XVIII secolo, come alternativa casalinga al gioco del lotto, e spesso accompagnato da un sistema di associazione tra numeri e significati, di solito umoristici (La smorfia).

## Storia
Secondo la tradizione, la tombola sarebbe nata nel 1734 da una discussione tra il re Carlo di Borbone e padre Gregorio Maria Rocco circa il gioco del lotto, che il primo voleva sotto controllo pubblico, per evitare che in seguito alla sua soppressione vi fosse il fiorire del lotto clandestino, e che il secondo considerava immorale per motivi religiosi. Il compromesso fu trovato vietando il gioco durante le festività natalizie, durante le quali le famiglie si organizzarono con questa versione da casa, che divenne presto una consuetudine di quei giorni dell'anno.

## Regole del gioco

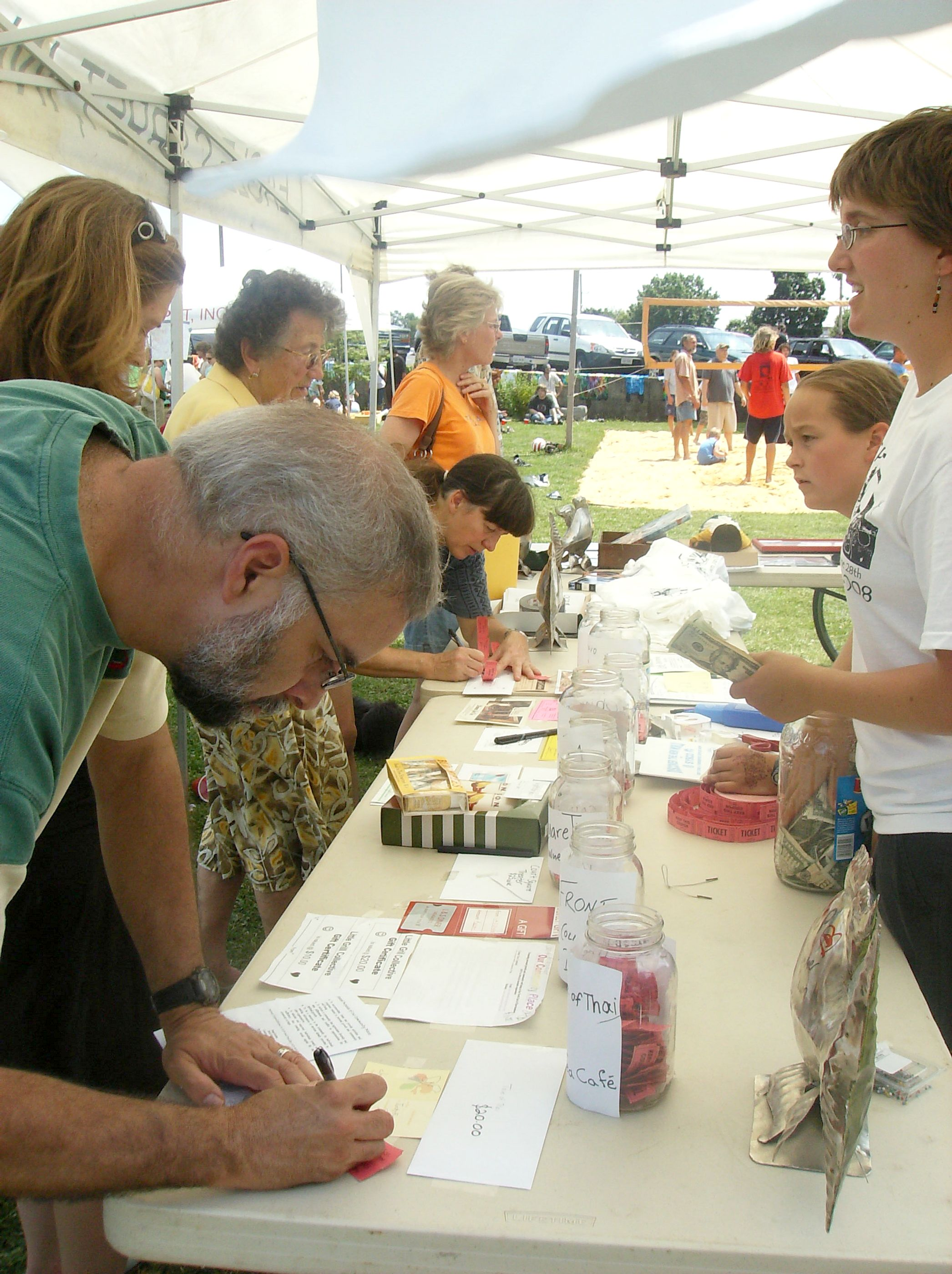
Tombola

Sostanzialmente equivalente al gioco di diffusione internazionale noto come bingo, la tombola è tecnicamente un gioco d'azzardo, in quanto i partecipanti sono tenuti al versamento di una somma in denaro che viene poi ridistribuita come premio ai vincitori. Tuttavia, la tombola italiana viene normalmente giocata in un contesto familiare (è un tradizionale gioco natalizio) e le somme che si impegnano e si vincono hanno solitamente valori puramente simbolici (quando non si scelga addirittura di utilizzare premi di altra natura).
Il carattere casuale del gioco unito al talvolta notevole valore dei premi in palio ha reso il termine tombola sinonimo di evento fortunato o di acquisizione fortuita di una ricchezza o somma di denaro. Un giocatore con ruolo di croupier ha a disposizione un tabellone sul quale sono riportati tutti i numeri da 1 a 90, e un bussolotto o un sacchetto riempito con pezzi numerati in modo analogo.
Il suo compito consiste nell'estrarre i pezzi in modo casuale, e annunciare agli altri giocatori il numero uscito. L'annuncio generalmente include anche la citazione di una delle immagini che la tradizionale smorfia napoletana associa proprio ai numeri da 1 a 90 propri di un altro gioco, il lotto, strettamente legato alla tombola. I giocatori dispongono di una o più cartelle precedentemente acquistate, composte da 3 righe, su ciascuna delle quali sono riportati cinque numeri compresi tra 1 e 90.
Ogni volta che il numero estratto è presente su una o più delle sue schede, il giocatore "copre" la casella corrispondente. Nella versione tradizionale della tombola, le schede sono semplici cartoncini stampati e i numeri vengono coperti con fagioli, ceci, lenticchie, pasta o altro materiale disponibile dopo i cenoni natalizi come i gusci di frutta secca.
Le regole del banco:
- Il banco non può vincere con la cartella dei numeri;
- Il banco può avere tutte le cartelle basta che non siano delle tabelle in generale.

Tali cartelle sono realizzate in gruppi di sei in modo che in ogni gruppo i numeri da 1 a 90 capitino una sola volta (più avanti Fogli di schede).
Le cartelle vengono acquistate in numero variabile dai giocatori secondo un prezzo unitario predefinito non necessariamente in denaro. Similmente il giocatore che detiene il tabellone è tenuto a versare l'importo relativo alle sei cartelle virtuali che compongono il tabellone. È possibile, come variante alle regole classiche e previo accordo generale, che il tabellone venga acquistato dal croupier in forma parziale. È anche possibile che venga richiesto per il tabellone un versamento ulteriore per compensare il fatto che sul tabellone vengono sempre posizionati tutti i numeri estratti.
L'importo derivante dall'acquisto di tutte le cartelle e del tabellone definisce il monte premi che viene di norma suddiviso in vari premi di importo crescente. Lo scopo ultimo del gioco è quello di realizzare la tombola, ovvero arrivare per primi a coprire tutti i numeri presenti su una delle proprie cartelle. Normalmente vengono anche assegnati premi minori per risultati intermedi, come l'ambo (vinto dal primo giocatore che copre due numeri presenti sulla stessa riga di una cartella), il terno (tre numeri sulla stessa riga), la quaterna (quattro numeri sulla stessa riga), la cinquina (tutti e cinque i numeri della riga) e la decina o rampazzo (cioè due file complete nella stessa cartella). Talvolta viene assegnato anche un premio al cosiddetto tombolino, ovvero alla seconda cartella in ordine di tempo a totalizzare la tombola.
Essendo la tombola un gioco prevalentemente natalizio e di aggregazione familiare, talvolta si introduce anche la regola secondo la quale chi vince un premio su una riga non può vincere il premio successivo sulla stessa riga della stessa cartella. Quindi chi fa un ambo sulla prima riga non può fare terno sulla prima, ma solo sulla seconda o sulla terza, ma può comunque fare quaterna sempre sulla prima riga. Questa regola ha lo scopo di distribuire con più uniformità i premi (coerentemente col fatto che la tombola è intesa come un gioco di aggregazione, al quale partecipano spesso anche i bambini).
Tuttavia la regola sopra esposta non trova riscontro nelle regole ufficiali della tombola per cui l'interpretazione più corretta stabilisce che l'ambo, il terno, la quaterna e la cinquina possono essere eseguiti sulla stessa riga, per consentire più vincite ex aequo.

## Fogli di schede
Per il gioco della tombola a premi (tipicamente utilizzato in sagre paesane, circoli ricreativi, ecc.) sono disponibili
dei fogli contenenti sei schede standard  ciascuno. Le schede contenute in ogni foglio sono costruite in modo tale che
il foglio contenga una ed una sola volta tutti i numeri da 1 a 90 (6 schede × 15 numeri a scheda = 90). Tale disposizione
è molto ingegnosa: mentre a prima vista la ripartizione dei numeri sembra del tutto simmetrica (5 numeri e 4 spazi per riga),
la prima colonna contiene solo 9 numeri (da 1 a 9) e 9 spazi, le colonne intermedie contengono 10 numeri e 8 spazi, mentre
l'ultima colonna contiene 7 spazi e addirittura 11 numeri (da 80 a 90).
Il fatto che i fogli di schede contengano tutti i numeri ha un benefico effetto psicologico sul giocatore, il quale, potendo segnare ogni numero estratto, ha l'impressione di procedere speditamente verso la vittoria. I fogli di cartelle di vecchia produzione inoltre hanno una disposizione uniforme degli spazi rispetto ai numeri che li rende gradevoli alla vista, mentre i fogli di produzione più recente (che non copiano le vecchie disposizioni), hanno dei "grumi" di numeri e vistosi spazi vuoti. Spesso le schede standard sono prodotte dalla suddivisione in 6 parti dei fogli interi, in modo da rendere uniforme la distribuzione dei numeri presenti.

## Marcatura "alla francese"

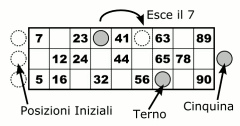
Marcatura alla francese

I giocatori "professionisti" di tombola possono arrivare a giocare con due o tre fogli di schede contemporaneamente (per un totale di 18 cartelle). Dato che l'estrazione dei numeri può essere molto veloce, questi giocatori devono poter segnare i numeri molto velocemente. Un metodo per la segnatura veloce dei numeri è il cosiddetto metodo "alla francese". In questo metodo si utilizza un solo fagiolo per riga; per prima cosa si posiziona un fagiolo a sinistra della prima casella di ogni riga.
Ogni volta che viene estratto un numero, il fagiolo della riga corrispondente viene fatto avanzare fino alla prossima casella bianca verso destra. In questo modo il numero di caselle bianche occupate indica quanti sono i numeri estratti per ogni riga. Quando un fagiolo raggiunge la parte destra della scheda, si ha la cinquina. Quando tutti e tre i fagioli di una scheda raggiungono il traguardo si ha la tombola. Questo metodo permette di segnare i numeri molto velocemente, anche se non si può conoscere quali sono i numeri estratti ma solo quanti sono.

## Probabilità
La tombola è un gioco basato sulla probabilità, in cui i giocatori competono per completare una scheda contenente 15 numeri su 90 attraverso estrazioni casuali. 
Per ciascuna scheda, si osserva facilmente che:
- La probabilità di fare tombola varia a seconda del numero di estrazioni effettuate e del numero di schede acquistate. A meno di 15 estrazioni ({\displaystyle k<15}), è impossibile fare tombola, poiché una scheda contiene esattamente 15 numeri.
- A partire da 15 estrazioni ({\displaystyle k>=15}), la probabilità di fare tombola con una singola scheda è calcolata con la formula:

{\displaystyle P_{\text{singola}}={\frac {\binom {k}{15}}{\binom {90}{15}}}}
dove {\displaystyle {\binom {k}{15}}} rappresenta il numero di combinazioni favorevoli (15 numeri della scheda tra i k estratti) e {\displaystyle {\binom {90}{15}}} è il totale delle combinazioni possibili di 15 numeri su 90. 
Ad esempio, la probabilità di fare tombola al primo colpo, cioè con {\displaystyle k=15}, è estremamente bassa, circa {\displaystyle 0.000000072} (7.2 su 100 milioni).
Se si acquistano n schede, la probabilità di fare tombola con almeno una di esse è data dalla formula:
{\displaystyle P_{\text{almeno una vincente}}=1-\left(1-P_{\text{singola}}\right)^{n}}
Il grafico seguente illustra come varia la probabilità di fare tombola al crescere del numero di estrazioni (k) per un diverso numero di schede (n). Si osserva che, con l’aumentare delle schede acquistate, la probabilità di vincere cresce rapidamente, ma il valore marginale di ciascuna scheda diminuisce: acquistare molte schede aumenta solo leggermente la probabilità complessiva rispetto a un numero moderato di schede.

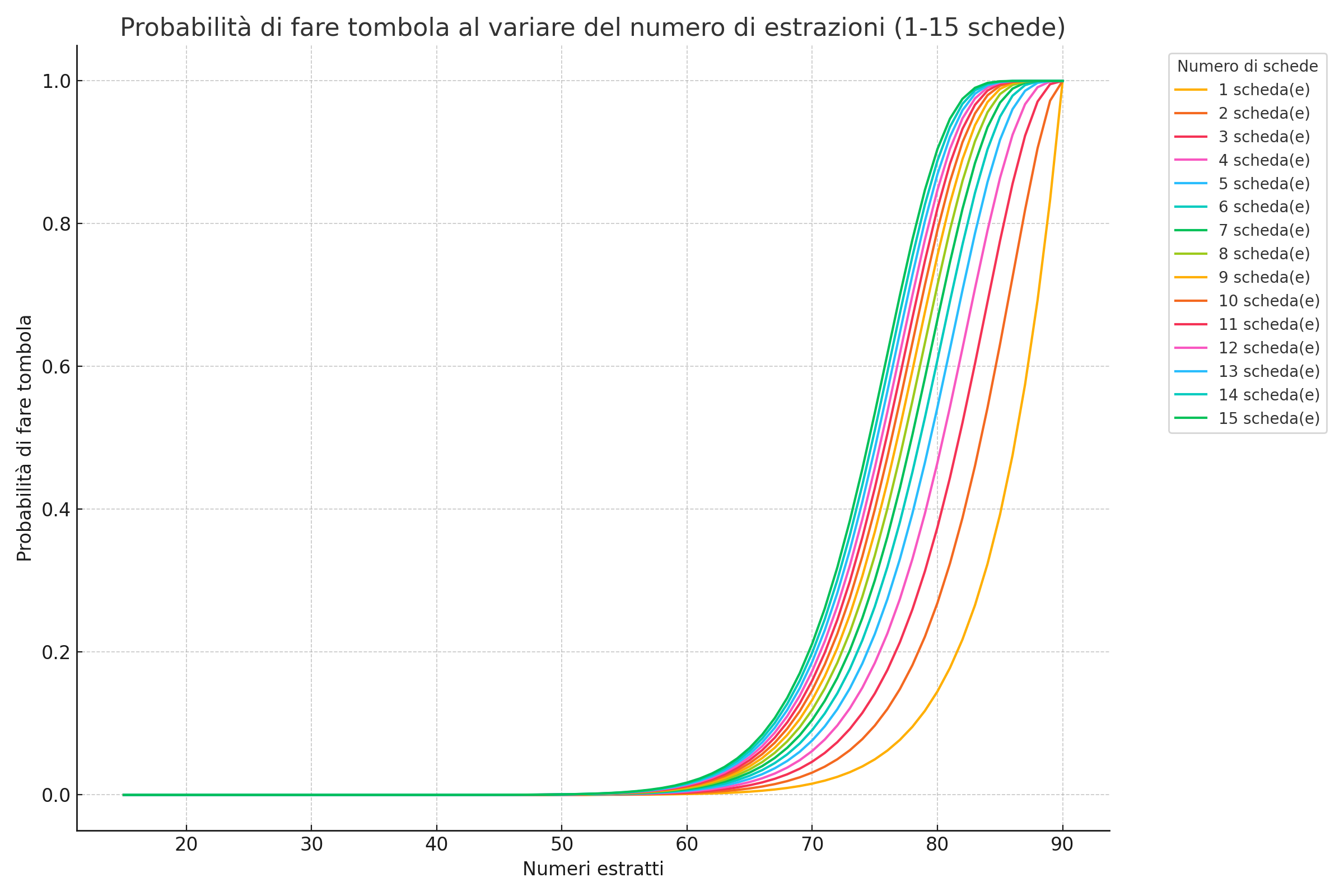
Probabilità di vincere a tombola

## Tombola napoletana
La tombola napoletana nacque nel 1734, da una diatriba sorta tra il re di Napoli e Sicilia Carlo III di Borbone e il frate domenicano Gregorio Maria Rocco. Il primo aveva l'idea di ufficializzare il gioco del lotto nel Regno fino a quel momento clandestino, per tentare di porre fine alla sottrazione di introiti che il gioco causava; mentre il secondo riteneva il gioco un "ingannevole ed amorale diletto", e credeva che, in un paese in cui si cercava sempre di rispettare gli insegnamenti cattolici, ciò distraesse i fedeli dalla preghiera.
Alla fine la spuntò il re, al patto che il gioco venisse però sospeso nelle festività natalizie, sempre per il motivo di non dover distrarre i fedeli dalla preghiera. Tuttavia i cittadini non vollero rinunciare a giocare, così fecero del lotto un gioco a carattere familiare: le 90 tessere numerate venivano messe in un cesto di vimini, detto "panariello", e disegnati i numeri sulle cartelle. Da qui il comune nome "Lotto" cambiò in "Tombola", grazie alla forma cilindrica della tessera di legno numerata e dalla somiglianza della stessa col tombolo di una volta. In seguito ad ognuno dei 90 numeri fu attribuito un simbolo diverso. Questi oggi possono variare di città in città. 

## Differenze con il Bingo
Il bingo è un gioco d'azzardo, diffuso soprattutto negli Stati Uniti ma attualmente anche in Italia, molto simile alla tombola. Le regole di questi due giochi sono simili ma non uguali: ad esempio il gioco della tombola (sia dal vivo che online) prevede che l'estrazione dei numeri sia casuale, pescando da una cesta con i numeri posti in un tombolo.
La differenza sostanziale tra il gioco della Tombola ed il gioco del Bingo è che nel primo caso è sufficiente la cinquina. Diversamente, nel Bingo è possibile che nessun giocatore faccia cinquina ma che vinca facendo "Bingo" (ovvero colui che per primo indovina tutti e quindici i numeri presenti sulla propria cartella).

## Altri giochi simili
- Il Lotto, e sue varianti come il Superenalotto, sono giochi a partecipazione nazionale strettamente imparentati con bingo e tombola.
- Le probabilità di vittoria di un giocatore sono proporzionali al numero di schede acquistate, la tombola si può anche considerare una variante pittoresca della lotteria o della pesca di beneficenza.
- L'imprenditore napoletano Emilio Salvatore nel 1983 creò il Sinco, gioco da tavolo che combina elementi di tombola e bingo con il gioco di carte napoletane.